# Dungannon Swifts Football Club
Il Dungannon Swifts Football Club è una società calcistica nordirlandese con sede nella città di Dungannon. Fondata nel 1949, oggi milita nella massima serie nazionale, la IFA Premiership.
Disputa i match interni nello stadio Stangmore Park, che ospita 3.000 spettatori. Non ha al suo attivo titoli né coppe nazionali, ma ha vinto un'edizione, l'ultima (2002-03), dell'Ulster Cup, e 4 edizioni della Mid-Ulster Cup (competizione riservata alle formazioni affiliate alla Mid-Ulster Football Association).

## Squadra attuale
| N. |                             | Ruolo | Calciatore        |
| -- | --------------------------- | ----- | ----------------- |
| 1  | Irlanda del Nord (bandiera) | P     | Dwayne Nelson     |
| 24 | Barbados (bandiera)         | P     | Alvin Rouse       |
| 4  | Irlanda del Nord (bandiera) | D     | Johnny Montgomery |
| 5  | Irlanda del Nord (bandiera) | D     | Andrew Ferguson   |
| 12 | Irlanda del Nord (bandiera) | D     | Adam McMinn       |
| 15 | Irlanda del Nord (bandiera) | D     | Terry Fitzpatrick |
|    | Irlanda del Nord (bandiera) | D     | Gary Fitzpatrick  |
|    | Irlanda del Nord (bandiera) | D     | Shane Mulgrew     |
|    | Irlanda del Nord (bandiera) | D     | Joe McKee         |
|    | Irlanda del Nord (bandiera) | D     | Fergal McAliskey  |
| 2  | Irlanda del Nord (bandiera) | D     | Ryan Mullan       |
| 8  | Irlanda del Nord (bandiera) | C     | Rodney McAree     |
| 17 | Irlanda del Nord (bandiera) | C     | Shea McGerrigan   |

| N. |                             | Ruolo | Calciatore      |
| -- | --------------------------- | ----- | --------------- |
|    | Irlanda del Nord (bandiera) | C     | Ryan McIlmoyle  |
| 22 | Irlanda del Nord (bandiera) | C     | Dwayne McManus  |
| 23 | Irlanda del Nord (bandiera) | C     | Darren Murphy   |
|    | Irlanda del Nord (bandiera) | C     | Neil McCafferty |
| 11 | Irlanda del Nord (bandiera) | C     | Marc McCann     |
| 9  | Irlanda del Nord (bandiera) | A     | Timmy Adamson   |
|    | Irlanda del Nord (bandiera) | A     | Conor Forker    |
|    | Irlanda del Nord (bandiera) | A     | James Slater    |
|    | Irlanda del Nord (bandiera) | A     | Shane Coney     |
|    | Irlanda del Nord (bandiera) | A     | Michael Ward    |

## Palmarès

### Competizioni nazionali
- Irish Football League Cup: 1

2017-2018
- Irish Cup: 1

2024-2025
- IFA Charity Shield: 1

2025

### Competizioni regionali
- Ulster Cup: 1

2002-2003
- Mid-Ulster Cup: 4

1987-1988, 1996-1997, 2005-2006, 2008-2009

### Competizioni giovanili
- Milk Cup: 1

1989 (Under-14)

### Altri piazzamenti
- Irish Cup:

Finalista: 2006-2007
Semifinalista: 2011-2012, 2022-2023
- Irish Football League Cup:

Semifinalista: 2009-2010, 2018-2019, 2023-2024

## Statistiche e record

### Statistiche nelle competizioni UEFA
Tabella aggiornata alla fine della stagione 2018-2019.
| Competizione                  | Partecipazioni | G | V | N | P | RF | RS |
| ----------------------------- | -------------- | - | - | - | - | -- | -- |
| Coppa UEFA/UEFA Europa League | 1              | 2 | 1 | 0 | 1 | 1  | 4  |
| Coppa Intertoto               | 1              | 1 | 0 | 1 | 1 | 1  | 4  |

### Risultati nelle competizioni UEFA per club
| Stagione | Torneo          | Turno          | Nazione             | Club      | Andata | Ritorno | Totale |
| -------- | --------------- | -------------- | ------------------- | --------- | ------ | ------- | ------ |
| 2006     | Coppa Intertoto | 1º turno       | Islanda (bandiera)  | Keflavík  | 1-4    | 0-0     | 1-4    |
| 2007-08  | Coppa UEFA      | 1° preliminare | Lituania (bandiera) | FK Sūduva | 1-0    | 0-4     | 1-4    |